# Lijst van voetbalinterlands Argentinië - Duitse Democratische Republiek
Deze lijst van voetbalinterlands is een overzicht van alle officiële voetbalwedstrijden tussen de nationale teams van Argentinië en de Duitse Democratische Republiek. De landen speelden twee keer tegen elkaar. De eerste ontmoeting, een wedstrijd tijdens het Wereldkampioenschap voetbal 1974, werd gespeeld in Gelsenkirchen (West-Duitsland) op 3 juli 1974. Het laatste duel, een vriendschappelijke wedstrijd, vond plaats op 12 juli 1977 in Buenos Aires.

## Wedstrijden
| № | Plaats        | Datum        | Competitie        | Wedstrijd                                   | Uitslag |
| - | ------------- | ------------ | ----------------- | ------------------------------------------- | ------- |
| 1 | Gelsenkirchen | 3 juli 1974  | WK 1974           | Argentinië – Duitse Democratische Republiek | 1 – 1   |
| 2 | Buenos Aires  | 12 juli 1977 | Vriendschappelijk | Argentinië – Duitse Democratische Republiek | 2 – 0   |

## Samenvatting
| Competitie        | Totaal gespeeld | Winst Argentinië | Gelijk | Winst DDR | Doelsaldo Argentinië – DDR |
| ----------------- | --------------- | ---------------- | ------ | --------- | -------------------------- |
| WK-eindronde      | 1               | 0                | 1      | 0         | 1 − 1                      |
| Vriendschappelijk | 1               | 1                | 0      | 0         | 2 − 0                      |
| Totaal            | 2               | 1                | 1      | 0         | 3 − 1                      |

Wedstrijden bepaald door strafschoppen worden, in lijn met de FIFA, als een gelijkspel gerekend.

## Details

### Eerste ontmoeting
| WK 1974 (Gelsenkirchen, West-Duitsland, 3 juli 1974): |              | |
| Argentinië | 1 – 1        | Duitse Democratische Republiek |
| René Houseman 65' | goals        | 14' Joachim Streich |
| Vladislao Cap | bondscoach   | Georg Buschner |
| Ubaldo Fillol Enrique Wolff Ramón Heredia Ángel Bargas Jorge Carracosa Miguel Brindisi Roberto Telch Carlos Babington René Houseman Rubén Ayala Marío Kempes | opstellingen | Jürgen Croy Bernd Bransch Gerd Kische Konrad Weise Lothar Kurbjuweit Rüdiger Schnuphase Jürgen Sparwasser Jürgen Pommerenke 67' Wolfram Löwe 81' Joachim Streich Martin Hoffmann |
| | wissels      | 67' Eberhard Vogel 81' Peter Ducke |
| Ángel Bargas 68' | gele kaarten | 23' Jürgen Sparwasser |

### Tweede ontmoeting
| Vriendschappelijk (Buenos Aires, Argentinië, 12 juli 1977): |              | |
| Argentinië | 2 – 0        | Duitse Democratische Republiek |
| René Houseman 30' Jorge Carrascosa 72' | goals        | |
| César Luis Menotti | bondscoach   | Georg Buschner |
| Héctor Baley Daniel Passarella Alberto Tarrantini Jorge Olguin Jorge Carrascosa Osvaldo Ardiles 83' Luis Galvan Ricardo Villa René Houseman Leopoldo Luque Oscar Ortíz | opstellingen | Jürgen Croy Hans-Jürgen Dörner Lothar Kurbjuweit Konrad Weise Joachim Fritsche Reinhard Hafner Hartmut Schade 61' Joachim Müller 70' Rainer Sachse Jürgen Sparwasser 58' Peter Kotte |
| Juan Rocha 83' | wissels      | 58' Martin Hoffmann 61' Reinhard Lauck 70' Hans-Jürgen Riediger |